# Raivis Belohvoščiks

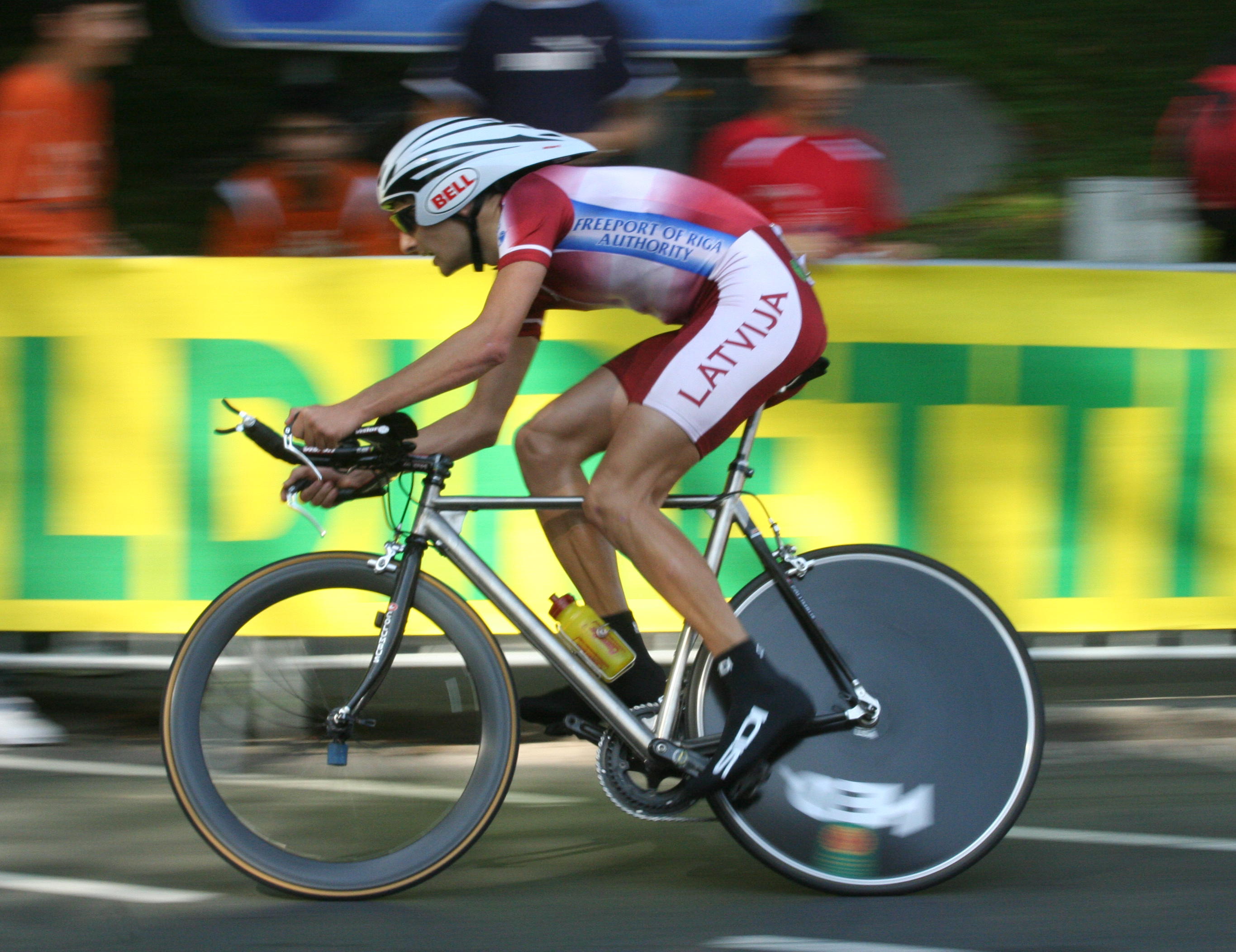
Raivis Belohvoščiks under världsmästerskapen i Salzburg 2006.

Raivis Belohvoščiks, född 21 januari 1976 i Riga, Lettiska SSR, Sovjetunionen,var en lettisk professionell tävlingscyklist, 
Hans specialitet var tempolopp. Belohvoščiks vann de lettiska mästerskapens linjelopp 2002. Han segrade även i nationsmästerskapens tempodisciplin 2002, 2003 och 2005–2010.
Under sin karriär deltog Belohvoščiks i Tour de France åren 1999, 2001 och 2002 med Lampre-stallet. Han var också med i 2007 och 2008 års upplagor av Giro d'Italia, då tillsammans med Saunier Duval-Prodir. Han tog inga framskjutna placeringar i dessa lopp.
Raivis Belohvoščiks vann Panne tredagars 2003.

## Meriter
Nationsmästerskapens linjelopp – 2002
 Nationsmästerskapens tempolopp – 2002, 2003, 2005–2010

## Stall
- Mapei-Bricobi 1998
- Lampre-Daikin 1999–2002
- Wincor Nixdorf 2003–2004
- Universal Caffé 2005–2006
- Saunier Duval-Prodir 2007–2008
- Scott-American Beef 2008
- Betonexpressz 2000-Limonta 2009
- Ceramica Flaminia 2010
- Team Vorarlberg 2011